# Tritrichomonadida
Tritrichomonadida es un orden de protistas anaerobios, la mayoría parásitos o simbiontes de animales, incluido en Parabasalia. Las células son uninucleadas o binucleadas con de 0 a 5 flagelos (aunque ancestralmente tenían cuatro flagelos). Presentan una estructura de tipo peine y cuerpos supracinetosomial e infracinetosomial. Pueden presentar una membrana ondulante típicamente de tipo rail. En el interior de la célula y paralelo a dicha membrana disponen de un haz de microtúbulos que da rigided a la célula y soporta la membrana, denominado costa, que en este caso es de tipo A. El axostilo puede ser de tipo Tritrichomonas o de tipo Trichomonas.

## Especies notables
Algunas especies de interés incluidas en este grupo son las siguientes:
- Tritrichomonas foetus, también llamada T. bovina, es una enfermedad de transmisión sexual de los bovinos y parásito intestinal en gatos.[3]
- Dientamoeba fragilis, ameboide parásito de los humanos.
- Histomonas meleagridis, parásito de las gallinas.

Otras especies parásitas relacionadas se clasifican en el orden Trichomonadida.